# Lethem
Lethem è una città della Guyana, situata nella regione dell'Alto Takutu-Alto Essequibo. Il suo nome deriva da quello di Sir Gordon James Lethem, governatore della Guyana britannica dal 1946 al 12 aprile 1947.

## Geografia fisica
Lethem si trova presso il fiume Takutu, il quale è una zona di confine naturale con il Brasile. In posizione opposta a Lethem si trova la città di Bonfim. Il ponte del fiume Takutu, in via di costruzione, servirà in futuro a collegare le due nazioni.
Le acque del fiume sono sufficientemente basse da permettere transiti diretti e di commerciare sul confine.
La città si trova a 85 metri sul livello del mare.

## Società

### Evoluzione demografica
La popolazione della Guyana è etnicamente varia e vi sono diverse tribù di indigeni amerindi provenienti dalle savane della regione. Vi sono poche persone di origini europee, mentre è notevole il numero di elementi di origine caraibica e africana. La lingua ufficiale è l'inglese, parlata con un accento caraibico. A causa della vicinanza con il confine brasiliano alcune persone parlano il portoghese e i dialetti delle tribù amerindie.

## Ambiente ed economia
Lethem fa parte della savana di Rupununi dove vi sono molti mandriani e ranches. La vegetazione locale include anacardi, manghi, e palme da cocco. La valuta ufficiale è il dollaro guyanese, e il dollaro statunitense viene accettato comunemente.
I governi guyanese e brasiliano stanno collaborando per costruire un ponte sul fiume Takatu a nord della città. Il ponte collegherà la regione brasiliana di Roraima alla costa atlantica tramite il porto di Georgetown.
L'acqua viene raccolta a mano dai pozzi anche se vi è un rifornimento apposito di acqua per la comunità. L'acqua viene direttamente filtrata e imbottigliata, pronta da vendere nei negozi.
Le altre attività economiche della zona sono l'estrazione mineraria e il turismo.
Lethem possiede un aeroporto (codice IATA: LTM) che collega la città alla capitale Georgetown con diversi servizi di trasporto aereo per la maggior parte dei giorni della settimana. L'aeroporto possiede una pista d'atterraggio lunga 1888 metri. La pista è orientata verso 07/25. L'avvicinamento a 07 avviene spesso nello spazio aereo del Brasile, che inizia a meno di 1 km dalla soglia. Il servizio viene effettuato da Trans-Guyana Air tramite un Cessna Caravan a motore singolo.

## Galleria d'immagini

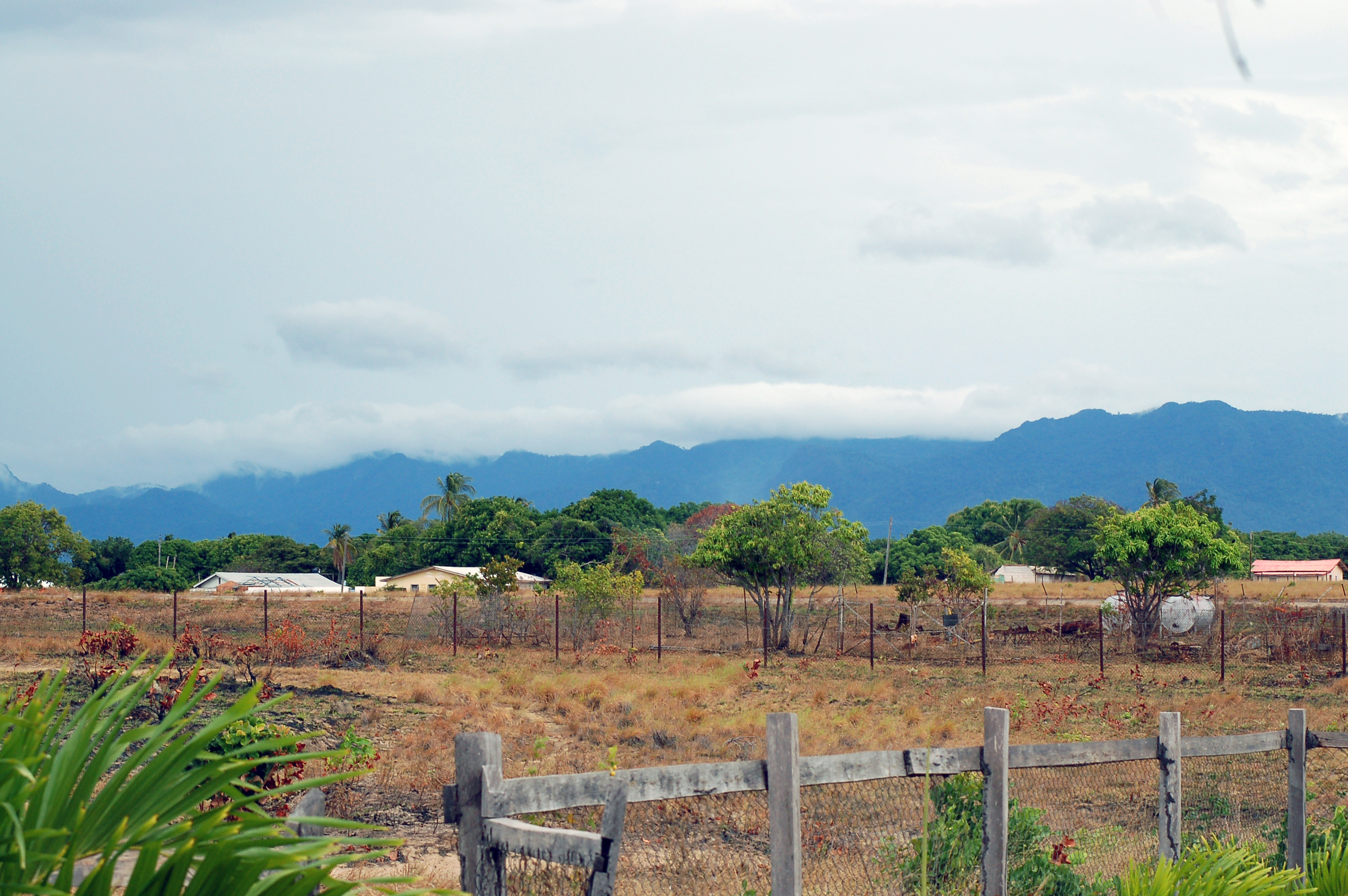
Paesaggio della savana a sud
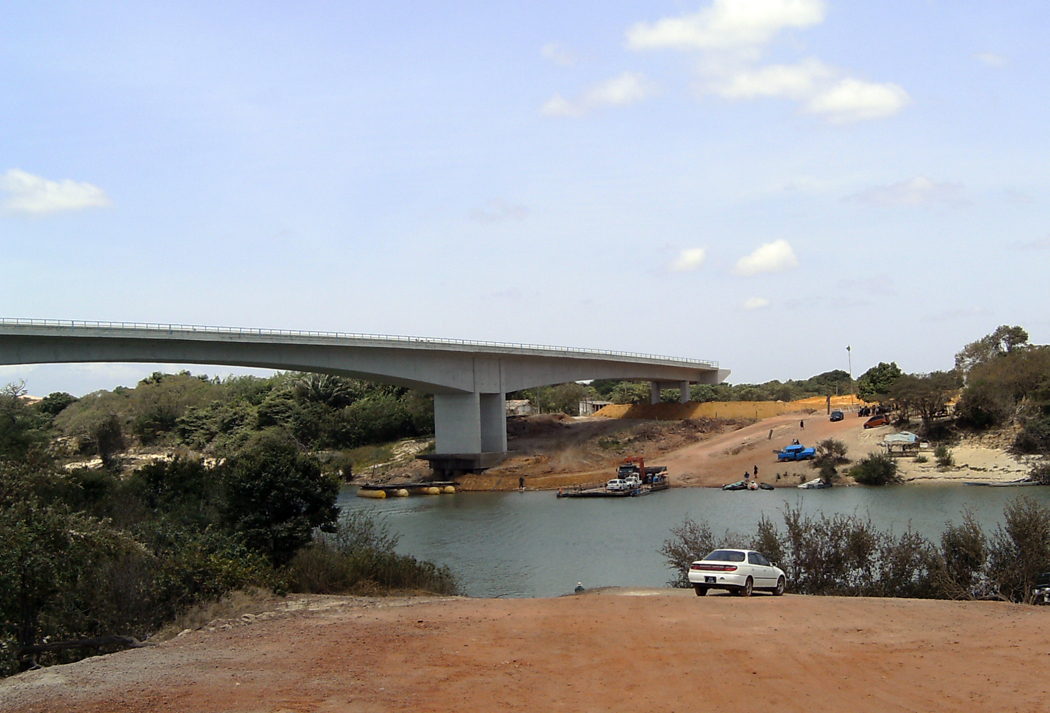
Il Takutu River Brisge
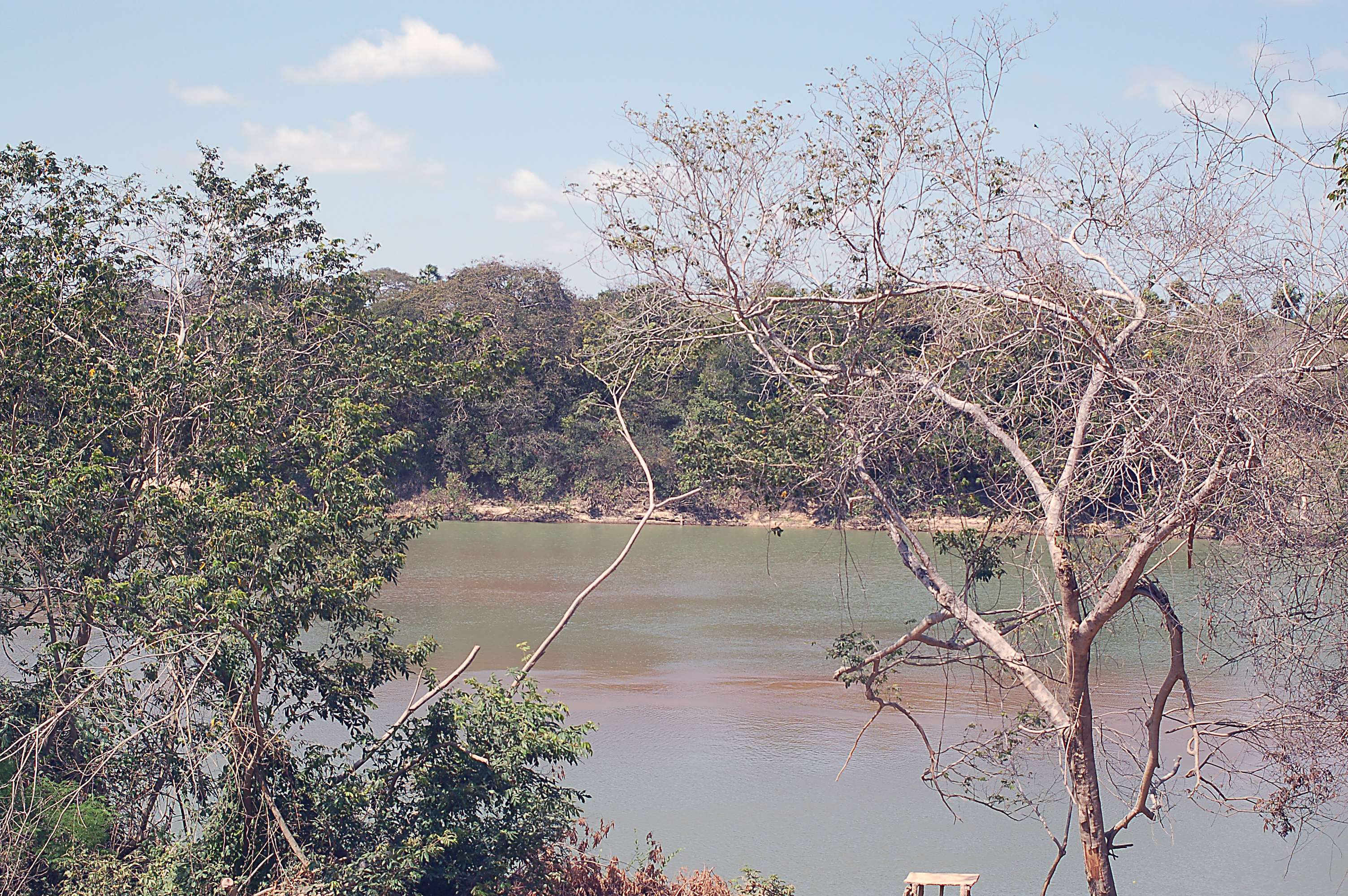
Paesaggio del fiume Takutu presso Lethem